# اناج
اناج‌ روستایی از توابع بخش قره چای شهرستان خنداب در استان مرکزی ایران است.
اناج در واژه نامه دهخدا به معنی انبار غله است و در شاهنامه فردوسی هم به همین معنی ذکر شده است.

## جمعیت
این شهرک در دهستان اناج قرار دارد و براساس سرشماری مرکز آمار ایران در سال ۱۳۸۵،